# Елизабет фон Лихтенберг
Елизабет фон Лихтенберг (на немски: Elisabeth von Lichtenberg; * ок. 1246; † сл. 1270) е благородничка от Лихтенберг в Долен Елзас и чрез женитби господарка на Кенцинген/Юзенберг в Брайзгау и Геролдсек в Ортенау, и графиня на Велденц.

## Произход
Тя е дъщеря на Хайнрих II фон Лихтенберг, фогт фон Страсбург († 1269) и втората му съпруга Елизабет.

## Фамилия
Първи брак: с Рудолф II фон Кенцинген или фон Юзенберг († 1259), син на Рудолф I фон Юзенберг († сл. 1231), и вдовец на Кунигунда фон Катценелнбоген († 1253). Тя е втората му съпруга. През 1249 г. Рудолф II основава град Кенцинген при селото Кенцинген. Те имат един син:
- Рудолф IV фон Юзенберг-Кенцинген 'Млади' († 5 януари 1304), женен за Аделхайд († сл. 1293)

Втори брак: ок. 1254 г. с Хайнрих I фон Геролдсек († 1296/1298), граф на Геролдсек и Велденц, син на Валтер I фон Геролдсек († 1275/1277) и първата му съпруга Хайлика фон Малберг († 1259). Те имат три деца:
- Валтер II фон Геролдсек († 17 септември 1289), господар на Геролдсек, женен на 3 август 1270 г. за графиня Имагина фон Спонхайм-Кройцнах († сл. 1305)
- Херман II фон Геролдсек († 2 юли 1298 в битката при Гьолхайм), фогт на Ортенау, женен за графиня Ута фон Тюбинген († сл. 1302)
- Елизабет фон Геролдсек (* ок. 1268 във Велденц; † сл. 1285), омъжена за граф Йохан I фон Изенбург-Лимбург († 1312)

Хайнрих се жени втори път между 1260 и 1270 г. за графиня Агнес фон Велденц (* 1258; † сл. 1277).

## Галерия
- Рудолф II фон Юзенберг в Кенцинген
- Герб на Юзенбергите от 1340
- Герб на господарите на Геролдсек